# IC 4761
IC 4761 ist eine Balken-Spiralgalaxie vom Hubble-Typ SBbc im Sternbild Teleskop am Südsternhimmel. Sie ist schätzungsweise 228 Millionen Lichtjahre von der Milchstraße entfernt.
Das Objekt wurde am 13. August 1903 vom US-amerikanischen Astronomen Royal Harwood Frost entdeckt.